# Pindara colorata
Pindara colorata är en fjärilsart som beskrevs av W. Warren 1913. Pindara colorata ingår i släktet Pindara och familjen nattflyn. Inga underarter finns listade i Catalogue of Life.